# National Public Radio
National Public Radio (NPR, Национальное Общественное Радио) — некоммерческая организация, которая собирает и затем распространяет новости с 1000 радиостанций США.

## Название
Официальное название организации — Национальное Общественное Радио, а торговая марка — NPR. Она известна под обоими названиями. В июне 2010 года организация объявила, что она «предпринимает усилия, чтобы постоянно называться в эфире и в Интернете NPR». Однако Национальное общественное радио остается официальным названием организации, как это было с 1970 года.

## История

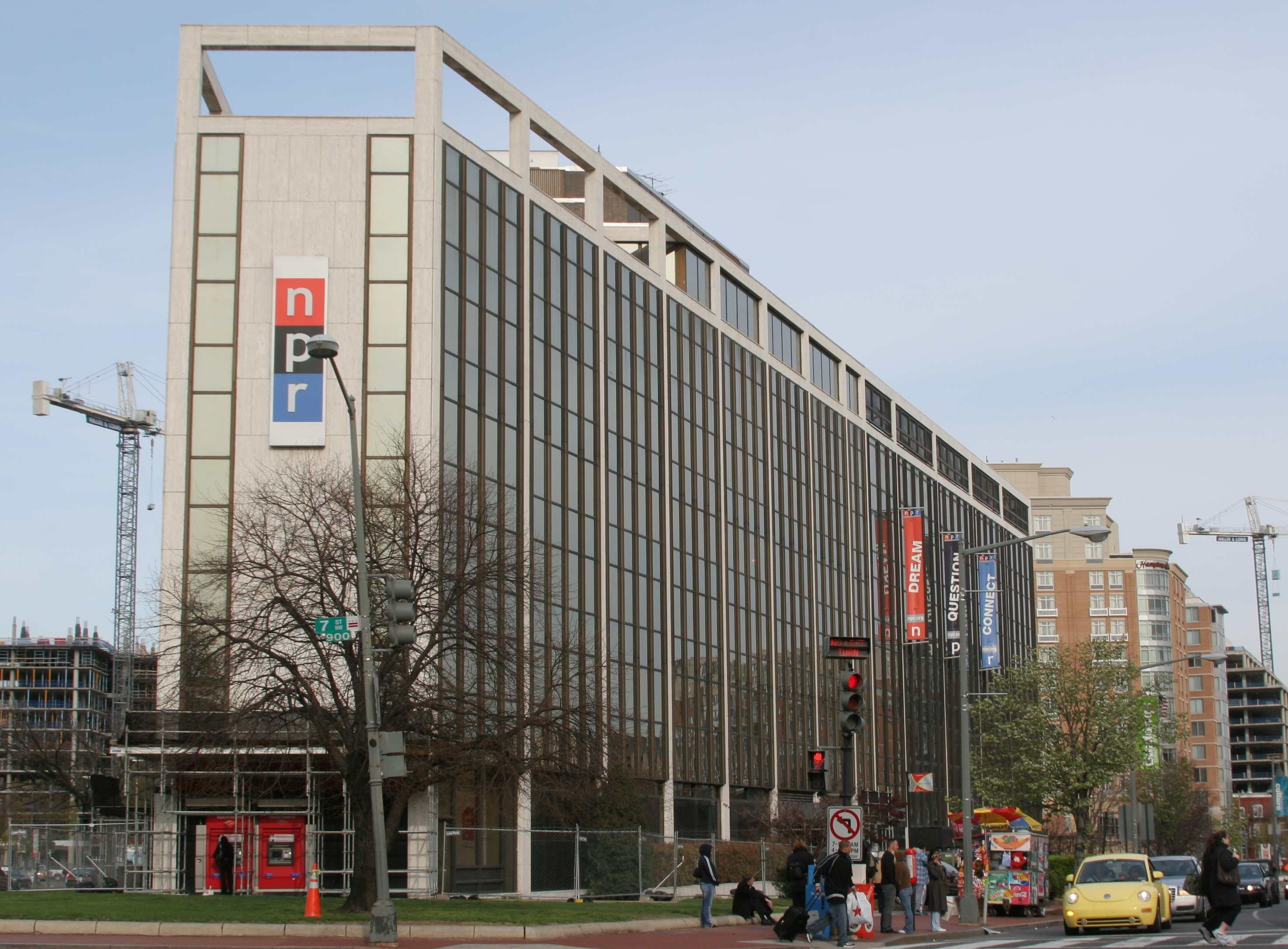
Главный офис NPR в Вашингтоне в 1994—2013 гг.

NPR была основана 26 февраля 1970 года как замена Национальной Образовательной Радиосети. Первый раз вышла в эфир 20 апреля 1971 года с трансляцией слушаний в Сенате по поводу Вьетнамской войны. NPR сначала занималась производством и распределением радиопрограмм, затем в 1977 году она слилась с Ассоциацией общественных радиостанций. NPR занимается распространением программ и управлением, представляет интересы общественного радио перед Конгрессом США, а также обеспечивает поддержку и управление спутниками, через которые распространяются радиопередачи.
NPR чуть не стало банкротом в 1983 году, показав убыток в 7 миллионов долларов по результатам работы. После расследования конгресса и увольнения президента компании был предоставлен кредит для спасения компании. Взамен компания согласилась на изменение способа подписки, перейдя на систему, при которой NPR финансировалась через подписку региональных радиостанций, принадлежащие ей спутники были превращены в отдельное предприятие. Кредит был выплачен примерно за 3 года.
10 декабря 2008 года радиостанция объявила, что сокращает 7 % персонала и отменяет выпуск 2 новостных программ в связи с экономическим кризисом. В декабре 2008 года количество слушателей NPR достигло рекордных 27,5 миллионов слушателей в неделю. А всего по оценке Arbitron станцию слушали 32,7 миллионов человек.

## Структура
NPR является сообществом радиостанций. Станции, претендующие на вхождение в него, должны быть некоммерческими или образовательными, иметь не менее 5 постоянно работающих сотрудников, вещать ежедневно не менее 18 часов и не являться исключительно религиозными или школьными радиостанциями. Каждый член организации получает один голос на выборах президента NPR. Для повседневного управления и составления бюджета путём голосования выбирается совет директоров.
Основными целями NPR согласно её уставу являются:
- Создание информационного продукта высокого класса
- Отражение широкого спектра событий, идей и мероприятий, а также создание авторских программ.

### Совет директоров
По состоянию на апрель 2023 года.

#### Менеджеры станций-членов NPR
- A. Rima Dael, генеральный менеджер[англ.] WSHU[англ.]
- Джон Декер, заместитель генерального менеджера по контенту KPBS[англ.]
- Дженнифер Ферро, президент KCRW[англ.]
- Стивен Джордж, президент и Chief Executive Officer (CEO) Louisville Public Media[англ.]
- Мирна Джонсон, исполнительный директор Iowa Public Radio[англ.]
- Нико Леоне, президент и CEO KERA (FM)[англ.]
- R.C. McBride, генеральный менеджер WGLT[англ.] и WCBU[англ.]
- Джо О'Коннор, президент и CEO WFAE[англ.]
- Мария О'Мара, исполнительный директор KUER[англ.]
- Тина Паминтуан, CEO St. Louis Public Radio[англ.]
- Элиза Пеппл, исполнительный директор Marfa Public Radio[англ.]
- Эрика Пулли-Хейс, генеральный менеджер WAMU[англ.]
- Майк Сэвидж, директор и генеральный менеджер WEKU[англ.]

#### Президент NPR
Джон Лансинг, президент и CEO

#### Председатель фонда NPR
Джон Макгинн

#### Общественные члены правления
- Фред Даст, дизайнер, спикер и консультант
- Джоанна Ламберт, глава отдела по работе с потребителями Yahoo! Inc.
- Кэтрин Левен, руководитель, предприниматель
- Джудит Сегура, ведущий теплотехнический архитектор Apple
- Джефф Син, соучредитель и партнер The Raine Group
- Ховард Воллнер, бывший старший вице-президент Starbucks
- Нил Цукерман, управляющий директор и старший партнер, руководитель медиа практики Boston Consulting Group

## Финансирование
Корпоративные спонсоры и сборы c членов-организаций NPR являются крупнейшими источниками дохода NPR.
По отчету за 2005 года NPR получила чуть больше половины своих денег от платежей от своих членов за программы и членские взносы.
В апреле 2023 года социальная сеть Twitter установила на странице NPR отметку «спонсируемое правительством СМИ» (аналогичные отметки были размещены на страницах «Голос Америки», «Би-би-си» и PBS). В знак протеста против этого решения 12 апреля 2023 года радиостанция NPR объявила о прекращении ведения своего аккаунта в Twitter. 21 апреля отметка была удалена.

## Аудитория
В 2014 году Исследовательский центр Пью сообщил, что NPR имеет такой же уровень доверия слушателей, как CNN, NBC и ABC. Телефонный опрос Harris, проведенный в 2005 году, показал, что NPR считается самым надежным источником новостей в Соединенных Штатах.